# Фьюче-хаус
Фьюче-хаус или фьючер-хаус (англ. future house) — поджанр хаус-музыки, включающий в себя элементы дип-хауса, британского гэриджа, а также элементы других современных поджанров электронной танцевальной музыки. Во второй половине 2010-х годов жанр обрёл коммерческую успешность, став популярным во многих странах мира.

## Происхождение термина
Термин «future house» ввёл французский диджей Tchami и впервые был использован для классификации его ремикса 2013 года на песню Джанет Джексон «Go Deep» на SoundCloud. Tchami использовал этот термин, не считая его жанром, сказав в интервью 2015 года: «Future house подразумевался как „любой вид хаус-музыки, который ещё не был изобретен“, поэтому я никогда не считал его жанром. Думаю, люди сделали его таким, какой он есть, потому что моя музыка была своеобразной и вела к построению моста между хаусом и EDM, что совсем не плохо». Позже, в 2016 году, популярный музыкальный интернет-магазин для диджеев Beatport добавил «Future house» в свой каталог, как один из трёх новых жанровых тегов. Пионерами жанра также называют Оливера Хелденса и Don Diablo.

## Характеристики
По словам нидерландского продюсера Laidback Luke, «фьюче-хаус — это своего рода симбиоз дип-хауса, современного EDM, и гэриджа 1990-х». Это универсальная вариация клубного хауса, его обновленная версия для сезонов 2014—2015.
В композициях жанра за основу взята вариация клубного дип-хауса, которая была популярна в Британских клубах начала 2010-х. Помимо него, в композициях присутствуют элементы британского гэриджа и тек-хауса конца 1990-х, а также некоторые элементы электро-хауса начала нулевых и бейс-хауса. В композициях жанра обычно присутствует приглушенная мелодия с металлическим упругим звучанием, и частотно-модулированными басами. Темп композиций чаще всего составляет около 126—128 ударов в минуту, но может варьироваться от 120 до 130.

## Популярность
Высокие позиции в международных чартах у синглов Оливера Хелденса «Gecko (Overdrive)» и «Last All Night (Koala)» принесли жанру более широкое признание в 2014 году, что привело к конфронтации между ним и Tchami в социальных сетях. Уже после того, как сингл «Gecko» попал в чарты мира, Tchami говорил, что Хелденс скопировал его звучание. Такие исполнители, как Martin Solveig, GTA и Лиам Пэйн с тех пор включили звучание в свои работы, что заставило некоторых комментаторов заметить коммерциализацию стиля.
Термин «Future House» сыграл большую роль в появлении нового лейбла звукозаписи «Future House Music»
Влияние фьюче-хауса на мейнстрим в середине 2010-х также сказалось на возобновлении популярности гэриджа в современной поп-музыке.

## Исполнители
- Bougenvilla
- Brooks
- Cazzette
- Chocolate Puma[англ.]
- Curbi
- Dastic
- Dirty Palm
- Don Diablo
- Firebeatz
- Funkin' Matt
- Jauz
- Jay Eskar
- Jordi Rivera
- Justin Mylo
- Laidback Luke
- Lucas & Steve
- M-22
- Martin Solveig
- Mesto
- Mike Williams
- Pep & Rash[англ.]
- Plastik Funk[англ.]
- Oliver Heldens
- RetroVision
- Robby East
- Sagan
- Shadow Child
- Shaun Frank
- Sonny Bass
- Stadiumx
- Swanky Tunes
- Tchami[англ.]

## Поджанры

### Фьюче-баунс
Фьюче-баунс (англ. future bounce) — поджанр фьюче-хауса под влиянием мельбурн-баунса, созданный в середине 2010-х нидерландскими продюсерами и диджеями Brooks, Mesto, Mike Williams и другими. Фьюче-баунс имеет более быстрый темп, и звук, как правило, менее интенсивный. Часто отличается более выраженным «отскоком» или ритмом. Одна из самых популярных композиций в этом жанре — это «Byte», совместная работа Мартина Гаррикса и Brooks.